# Geestemünde (Bremerhaven)
Geestemünde, Bremerhaven-Geestemünde — dzielnica miasta Bremerhaven w Niemczech, w okręgu administracyjnym Süd, w kraju związkowym Brema. 
Od 1913 do 1924 miasto, które zostało włączone do miasta Wesermünde.